# Josephine Hutchinson
Josephine Hutchinson (Seattle, Washington, 12 de octubre de 1903-Manhattan, Nueva York, 4 de junio de 1998) fue una actriz de cine y televisión  estadounidense.

## Biografía
Nació en Seattle, Washington, y debutó en el cine a los trece años de edad. Acudió a la Cornish School of Music and Drama, en Seattle, y después se trasladó a Nueva York donde empezó a actuar en el teatro. En los últimos años veinte fue una de las pocas actrices que superó la transición del cine mudo al cine sonoro.
En 1926, Hutchinson, que estaba entonces casada, conoció a la famosa actriz Eva Le Gallienne. En 1927 ambas mantuvieron una relación sentimental que motivó que su marido pidiera el divorcio. La prensa etiquetó rápidamente a Hutchinson como lesbiana. Sin embargo, ambas actrices sobrevivieron al escándalo, y continuaron sus carreras.
Hutchinson, por su trabajo en Alicia en el País de las Maravillas, en el "Civic Repertory Theater" de Le Gallienne, ganó la apreciación de la crítica. Fue a Hollywood en 1934, con contrato con la Warner Bros, debutando en Happiness Ahead (En pos de la ventura), y salió en la portada de la revista Film Weekly del 23 de agosto de 1935. Su siguiente película fue The Story of Louis Pasteur (La tragedia de Louis Pasteur) en 1936. En los Universal Studios interpretó uno de su más famosos papeles, junto a Basil Rathbone y Boris Karloff en Son of Frankenstein (1939). Después hizo el papel de "Mrs Townsend" en North by Northwest (1959), la cual protagonizaron Cary Grant y Eva Marie Saint, así como Love is Better Than Ever, con Elizabeth Taylor.
Hutchinson continuó trabajando constantemente durante la década de 1970 en papeles cinematográficos y de televisión, consolidando una lucrativa carrera. Interpretó con frecuencia el papel de mujeres mayores y enérgicas. Falleció el 4 de junio de 1998 en la Florence Nightingale Nursing Home de Manhattan, a los 94 años de edad.

## Filmografía selecta
- The Twilight Zone
- Son of Frankenstein (1939)
- Tom Brown's School Days (Tomas Brown) (1940)
- Somewhere in the Night (Solo en la noche) (1946)
- Ruby Gentry (Pasión bajo la niebla) (1952)
- North by Northwest (1959)
- Las aventuras de Huckleberry Finn (1960)
- Baby the Rain Must Fall (La última tentativa) (1965)
- Nevada Smith, de Henry Hathaway (1966)
- The Homecoming (1971)